# Burgerhulpverlening
Burgerhulpverlening of lekenhulpverlening is hulp door ter zake kundige leken. Een veel voorkomende vorm is de inzet van burgers bij reanimaties. In een acute noodsituatie wordt dan, in afwachting van het beschikbaar komen van professionele hulpverlening, medisch ingegrepen door non-professionele vrijwilligers.
De hulpverlener hoeft geen deskundige te zijn; iedereen met EHBO-kennis kan zich inschrijven. Bij een reanimatie telt elke seconde: per minuut die voorbijgaat zonder dat de reanimatie gestart is, daalt de overlevingskans van een slachtoffer met een hartstilstand ongeveer met 10%. Toch duurt het vaak minutenlang voordat een ambulance of MUG (België) ter plaatse is. De inzet van burgerhulpverleners met kennis van reanimatietechnieken die zich op dat moment in de buurt van het slachtoffer bevinden, kan dan de tijd tussen de melding bij de meldkamer en het moment dat met de reanimatie gestart wordt verkorten. Bij een reanimatie kan de meldkamer, naast burgerhulpverleners soms ook de politie of brandweer aansturen om in afwachting van de ambulance alvast met reanimeren te beginnen. 

## Werking
Mensen met de nodige EHBO-kennis kunnen zich als burgerhulpverlener registreren bij een oproepnetwerk. Eigenaars van een automatische externe defibrillator (AED) kunnen deze eveneens registreren bij het netwerk, zodat ze in geval van nood door de burgerhulpverleners gevonden en gebruikt kunnen worden. Wanneer er zich dan ergens een hartstilstand voordoet en iemand de hulpdiensten alarmeert (in de Europese Unie via het alarmnummer 112), activeert de meldkamer het netwerk (naast het uitsturen van de ambulance en eventueel de politie of brandweer). Een aantal burgerhulpverleners die zich in de buurt bevinden of in de buurt wonen, ontvangen dan een melding via een app of sms op hun mobiele telefoon. Hun wordt ofwel gevraagd een AED die ook in de buurt hangt, op te halen en daarmee naar het slachtoffer te gaan, ofwel om direct naar het slachtoffer te gaan om te beginnen met reanimeren.

## Nederland

### Netwerken
In Nederland werken regionale ambulancevoorzieningen (RAV's) met een systeem voor burgerhulpverlening. Wanneer de Meldkamer Ambulancezorg dan een oproep krijgt voor een hartstilstand, activeert deze het netwerk en worden enkele burgerhulpverleners uit de buurt opgeroepen. Aan hen wordt dan gevraagd om een (geregistreerde) openbare AED op te halen of om naar het slachtoffer te gaan om al met de reanimatie te beginnen. Naast burgerhulpverleners worden bij een reanimatie ook andere professionele hulpverleners zoals politie en brandweer die met een AED zijn uitgerust, door de meldkamer naar de patiënt gestuurd. Er waren twee landelijke oproepnetwerken; Hartveilig Wonen en HartslagNu. In de begroting van het ministerie van Volksgezondheid, Welzijn en Sport voor 2016 was een eenmalige stimuleringssubsidie van een miljoen euro opgenomen voor deze netwerken. Dit dankzij een amendement door Kamerleden Leendert De Lange (VVD) en Lea Bouwmeester (PvdA) en op voorwaarde dat de organisaties zouden samensmelten. In 2018 zou de samenvoeging verwezenlijkt worden, en zouden alle meldkamers er gebruik van maken. Daartoe werd een nieuwe onafhankelijke stichting HartslagNu opgericht worden; de technologie zou van Hartveilig Wonen komen.
In 2014 waren er 68.000 burgerhulpverleners. In oktober 2017 was dit aantal gestegen tot 170.000 geregistreerde burgerhulpverleners, naast 12.000 geregistreerde AED's. Nederland is het eerste land met een dergelijk groot nationaal netwerk van burgerhulpverleners. Onder meer door hun inzet bleek de overlevingskans bij hartstilstand gestegen van 9% in de jaren 90 tot 25% in 2017. Sinds 2021 is in heel Nederland reanimatie en AED-inzet binnen zes minuten mogelijk.

### Studies naar effectiviteit
Er zijn door ZonMw twee studies naar burgerhulpverlening bij reanimaties gefinancierd. Een daarvan ging van 2009 tot 2012 de effectiviteit na van dergelijke netwerken in Noord-Holland Noord en Twente gedurende 18 maanden bij 839 reanimaties. Na afloop van de reanimatiepoging werden de gegevens van de AED, de ambulance en de meldkamer verzameld om de tijdwinst nauwkeurig te berekenen. Aan het einde van de onderzoeksperiode waren er in totaal 1.200 AED's en 10.000 vrijwilligers in het onderzoeksgebied. Bij 278 reanimaties werd ten minste een vrijwilliger met AED opgeroepen, die in totaal 66 keer een AED hebben aangesloten en 26 keer een schok hebben toegediend. De mediane tijd tussen de 112-melding en de eerste defibrillatieschok bij burgerhulpverleners bedroeg 6 minuten en 24 seconden. Dit in vergelijking met een mediane tijd van 3 minuten en 3 seconden bij ter plaatse aanwezige hulpverleners, 7 minuten en 34 seconden bij hulpverleners als politie en brandweer en 10 minuten en 18 seconden bij het toedienen van de eerste schok door de ambulance. De inzet van burgerhulpverleners leverde dus een bijdrage aan het verkleinen van het tijdsinterval tot defibrillatie. Ook werd vastgesteld dat er meer winst was te halen wanneer er meer AED's en meer vrijwilligers beschikbaar waren in de buurt van het slachtoffer.
Er werd daarnaast een door de Nederlandse provincie Limburg gesubsidieerd onderzoek uitgevoerd. Volgens het daaruit volgende in 2016 gepubliceerde artikel in het vakblad Resuscitation waarin is onderzocht of het burgerhulpsysteem en de inzet van vrijwilligers daarbij ook daadwerkelijk een bijdrage levert aan de overleving bij reanimaties. Daarvoor werden in de periode van 2012 tot en met 2014 alle reanimaties in de provincie Limburg geregistreerd. Het onderzoek toonde aan dat het burgerhulpsysteem de overleving bij reanimaties buiten het ziekenhuis met cardiale oorzaak verhoogt met 11 procentpunt (van 16% naar 27%) als er ten minste één vrijwilliger gehoor heeft gegeven aan de oproep.

### Studie naar proces en kosteneffectiviteit
Een ander onderzoek door ZonMw liep van 2009 tot 2011 naar het proces en de kosteneffectiviteit van de burgerhulpverlening bij Ambulance Oost in de regio Twente. Daar werd het systeem in maart 2008 ingevoerd. 1.679 vrijwilligers en 58 professionele hulpverleners namen deel aan de procesevaluatie door het invullen van een vragenlijst. Om de kosteneffectiviteit na te gaan werden 1.938 patiënten geselecteerd waarbij de meldkamer een hartstilstand vermoedde uit een periode van 2006 tot 2010. De vrijwilligers en professionele hulpverleners waren over het algemeen positief over het project, ondanks dat er toch verbeterpunten konden gevonden worden. De burgerhulpverlening leek het risico op overlijden binnen 1 dag na een vermoedelijke hartstilstand te verkleinen van 58,8% naar 54,9%, en meer als deze plaatsvond in relatief dunbevolkte gebieden, bij een relatief lange aanrijtijd van de ambulance of bij een hartstilstand die niet thuis plaatsvond. Op de langere termijn (90 dagen) leken de effecten kleiner. De kosten na de eerste 2 startjaren waren ongeveer 34.359 euro per gewonnen leven op dag 1 na de hartstilstand. De kosten in de opstartfase waren meer dan tweemaal zo hoog, maar dit had vooral betrekking op kosten voor opleiding en AED's die vaak toch al werden gemaakt.

## België
In maart 2017 ging in Hoogstraten een proefproject met burgerhulpverlening bij reanimaties van start met EVapp (Emergency Volunteer Application). EVapp werkt daarvoor samen met de stad Hoogstraten, het Antwerpse Noodcentrale 112 en de Provinciale Commissie voor Dringende Geneeskundige Hulpverlening. EVapp is een start-up in het kader van het initiatief 'Durf Ondernemen' van de UGent. Vrijwilligers kunnen zich registreren via de app of de website, waarbij ze een bewijs van hun EHBO-kennis moeten voorleggen. Bij een hartstilstand alarmeert het Noodcentrale 112 via het EVapp-systeem (via app of sms) nabije vrijwilligers. De app kan de vrijwilliger ook naar de locatie van het slachtoffer of naar de dichtstbijzijnde AED begeleiden. Deze vrijwilligers starten de reanimatie dan al op in afwachting van de hulpdiensten. De stad Hoogstraten organiseerde in samenwerking met het Rode Kruis ook reanimatielessen. Het Rode Kruis meldde tevens in oktober 2017 dat het aan een app werkte waarin alle vormen van vrijwilligershulp vervat zitten.